# Chris Penn
Christopher Shannon Penn (Los Angeles, 10 ottobre 1965 – Santa Monica, 24 gennaio 2006) è stato un attore statunitense, famoso principalmente per le partecipazioni a film come Le iene, America oggi e Fratelli.

## Biografia
Figlio del regista Leo Penn e dell'attrice Eileen Ryan, Chris Penn era fratello dell'attore e regista Sean e del cantante e compositore Michael. I suoi nonni paterni erano ebrei emigrati dalla Lituania e dalla Russia e sua madre era una cattolica di origini italo-irlandesi. Christopher iniziò a recitare giovanissimo: a sedici anni fece il suo esordio cinematografico con Rusty il selvaggio di Francis Ford Coppola (1983), un film che ha visto molti dei suoi giovani interpreti (tra cui anche Mickey Rourke, Matt Dillon, Vincent Spano e Nicolas Cage) trovare presto la strada del successo. Christopher dovette faticare di più: per diversi anni fu scritturato solo per piccoli ruoli, alcuni anche interessanti, fra cui Il cavaliere pallido di Clint Eastwood (1985) e A distanza ravvicinata di James Foley (1986), al fianco del fratello Sean e della madre Eileen.
La svolta arrivò nel 1992, quando lesse la sceneggiatura del film Le iene di Quentin Tarantino: con il personaggio di Eddie il Bello, l'ormai corpulento e massiccio attore si rimise sulla strada giusta e, negli anni successivi, ottenne ruoli importanti, lavorando con Robert Altman per America oggi (1993), Lee Tamahori in Scomodi omicidi (1996) e Abel Ferrara con quella che è stata una delle sue migliori interpretazioni, quella di Chez in Fratelli (1996), che gli valse la Coppa Volpi quale miglior attore al Festival di Venezia.

## Morte
Venne trovato senza vita nella sua casa a Santa Monica il 24 gennaio 2006 all'età di 40 anni. I risultati finali dell'autopsia rivelarono come causa del decesso una cardiomiopatia, anche se un rapporto tossicologico rivelò la presenza di diazepam, morfina, marijuana e un livello elevato di codeina nel suo flusso sanguigno. Durante un'intervista televisiva, il fratello Sean ha dichiarato che Chris morì con tutta probabilità a causa dei problemi di peso che iniziò ad avere a partire dagli anni novanta. Riposa nell'Holy Cross Cemetery di Culver City, in California.

## Filmografia

### Cinema
- Charlie and the Talking Buzzard (1979)
- Rusty il selvaggio (Rumble Fish), regia di Francis Ford Coppola (1983)
- Il ribelle (All the Right Moves), regia di Michael Chapman (1983)
- Footloose, regia di Herbert Ross (1984)
- The Wild Life, regia di Art Linson (1984)
- Il cavaliere pallido (Pale Rider), regia di Clint Eastwood (1985)
- A distanza ravvicinata (At Close Range), regia di James Foley (1986)
- Made in USA, regia di Ken Friedman (1987)
- Il ritorno dal fiume Kwai (Return from the River Kwai), regia di Andrew V. McLaglen (1989)
- I migliori (Best Of The Best), regia di Robert Radler (1989)
- L'impero del crimine (Mobsters), regia di Michael Karbelnikoff (1991)
- Future Kick, regia di Damian Klaus (1991)
- Le iene (Reservoir Dogs), regia di Quentin Tarantino (1992)
- Leather Jackets, regia di Lee Drysdale (1992)
- Kickboxing mortale (Best of the Best 2), regia di Robert Radler (1993)
- La musica del caso (The Music of Chance), regia di Philip Haas (1993)
- Buona fortuna, Mr. Stone (The Pickle), regia di Paul Mazursky (1993)
- America oggi (Short Cuts), regia di Robert Altman (1993)
- Una vita al massimo (True Romance), regia di Tony Scott (1993)
- Una strana coppia di svitati (Josh and S.A.M.), regia di Billy Weber (1993)
- Beethoven 2 (Beethoven's 2nd), regia di Rod Daniel (1993)
- Crimini immaginari (Imaginary Crimes), regia di Anthony Drazan (1994)
- Il tesoro di S. Pietroburgo (Sacred Cargo), regia di Aleksandr Buravskiy (1995)
- Il ritorno di Kenshiro (Fist of the North Star), regia di Tony Randel (1995)
- A Wong Foo, grazie di tutto! Julie Newmar (To Wong Foo, Thanks for Everything! Julie Newmar), regia di Beeban Kidron (1995)
- Under the Hula Moon, regia di Jeff Celentano (1995)
- Cannes Man, regia di Richard Martini (1996)
- Scomodi omicidi (Mulholland Falls), regia di Lee Tamahori (1996)
- Fratelli (The Funeral), regia di Abel Ferrara (1996)
- Messaggi di un killer (Papertrail), regia di Damian Lee (1997)
- Amicizia pericolosa (The Boys Club), regia di John Fawcett (1997)
- L'impostore (Deceiver), regia di Jonas Pate (1997)
- Family Attraction, regia di Brian Hecker (1998)
- Flagpole Special, regia di Paul Thomas Anderson – cortometraggio (1998)
- Rush Hour - Due mine vaganti (Rush Hour), regia di Brett Ratner (1998)
- Poliziotto speciale (One Tough Cop), regia di Bruno Barreto (1998)
- L'istinto della caccia (Papertrail), regia di Damian Lee (1998)
- Cement - Fino all'ultimo colpo (Cement), regia di Adrian Pasdar (1999)
- Partita col destino (The Florentine), regia di Nick Stagliano (1999)
- Kiss Kiss (Bang Bang), regia di Stewart Sugg (2000)
- Corky Romano - Agente di seconda mano (Corky Romano), regia di Rob Pritts (2001)
- Formula per un delitto (Murder by Numbers), regia di Barbet Schroeder (2002)
- Redemption - Oltre la legge (Redemption), regia di Art Camacho (2002)
- 110 e frode (Stealing Harvard), regia di Bruce McCulloch (2002)
- Shelter Island, regia di Geoffrey Schaaf (2003)
- Masked and Anonymous, regia di Larry Charles (2003)
- Starsky & Hutch, regia di Todd Phillips (2004)
- After the Sunset, regia di Brett Ratner (2004)
- The Darwin Awards - Suicidi accidentali per menti poco evolute (The Darwin Awards), regia di Finn Taylor (2006) - postumo
- Juarez: Stages of Fear, regia di César Alejandro (2006) - postumo
- Holly, regia di Guy Moshe (2006) - postumo
- King of Sorrow, regia di Damian Lee (2006) - postumo
- Aftermath, regia di Thomas Farone (2013) - postumo

### Televisione
- Magnum, P.I. – serie TV, episodio 3x12 (1982)
- North Beach and Rawhide, regia di Harry Falk – film TV (1985)
- I ragazzi della prateria (The Young Riders) – serie TV, episodio 1x20 (1990)
- Chicago Hope – serie TV, episodio 1x15 (1995)
- Dead Man's Walk – miniserie TV, episodio 1x02 (1996)
- AFP: American Fighter Pilot – serie TV (2002) - voce
- CSI: Miami – serie TV, episodio 1x20 (2003)
- The Brotherhood of Poland, New Hampshire – serie TV, 6 episodi (2003)
- Will & Grace – serie TV, episodio 6x10 (2003)
- Law & Order: Criminal Intent – serie TV, episodio 4x15 (2005)
- Everwood – serie TV, episodio 3x17 (2005)
- Entourage – serie TV, episodio 2x04 (2005)

### Doppiatore
- Grand Theft Auto: San Andreas - videogioco (2004)

## Doppiatori italiani
Nelle versioni in italiano delle opere in cui ha recitato, Chris Penn è stato doppiato da:
- Roberto Stocchi in Beethoven 2, Poliziotto speciale, Corky Romano - Agente di seconda mano, Kiss Kiss (Bang Bang), The Darwin Awards - Suicidi accidentali per menti poco evolute, Everwood
- Pino Insegno ne Il cavaliere pallido, L'impostore
- Luca Dal Fabbro in A Wong Foo, grazie di tutto! Julie Newmar, Rush Hour - Due mine vaganti
- Massimo Rossi ne Le iene
- Antonio Palumbo in Una vita al massimo
- Riccardo Rossi in A distanza ravvicinata
- Guido Sagliocca in Amicizia pericolosa
- Marco Guadagno in Footloose
- Massimo Bitossi ne Il ritorno di Kenshiro
- Vittorio De Angelis in Buona fortuna, Mr. Stone
- Stefano Mondini in After the Sunset
- Oreste Baldini ne I migliori
- Teo Bellia in America oggi
- Giorgio Lopez in L'impero del crimine
- Claudio Fattoretto in 110 e frode
- Luigi Ferraro in Will & Grace
- Simone Mori in Formula per un delitto
- Pasquale Anselmo in Cement - Fino all'ultimo colpo
- Francesco Pannofino in Fratelli
- Sandro Iovino in Scomodi omicidi
- Aldo Stella in Masked and Anonymous
- Marco Mete in CSI: Miami
- Michele Di Mauro in Law & Order: Criminal Intent
- Enrico Chirico in Entourage
- Marco Bresciani in Starsky & Hutch